# 平羅県
平羅県（へいら-けん）は中華人民共和国寧夏回族自治区石嘴山市に位置する県。

## 行政区画
- 鎮:城関鎮、黄渠橋鎮、宝豊鎮、頭閘鎮、姚伏鎮、崇崗鎮、陶楽鎮
- 郷:高荘郷、霊沙郷、渠口郷、通伏郷、高仁郷、紅崖子郷